# الهاملات
الهاملات هي منطقة تابعة اقليمياً وإداريا لبلدية أولاد صابر  الكائنة بـدائرة قجال الواقعة في ولاية سطيف الجزائرية.